# Криптоармяне
Криптоармяне, или скрытые армяне (арм. Ծպտեալ հայեր), — условное наименование потомков западных армян, живущих на территории современной Турции и скрывающих по политическим и иным причинам своё армянское происхождение. Расселены в основном на территории исторической Западной Армении и в непосредственно примыкающих к ней областях. В официальных документах фигурируют под турецкой, курдской, арабской, а также ассирийской национальной идентичностью, говорят на турецком и курдском языках, в ряде областей владеют также обособленным диалектом западно-армянского языка.

## История

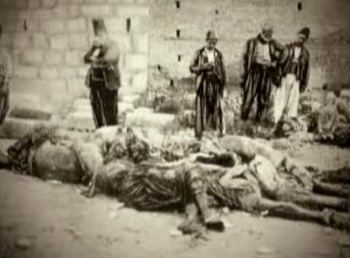
Адана, армяне, убитые турками, 1909 год

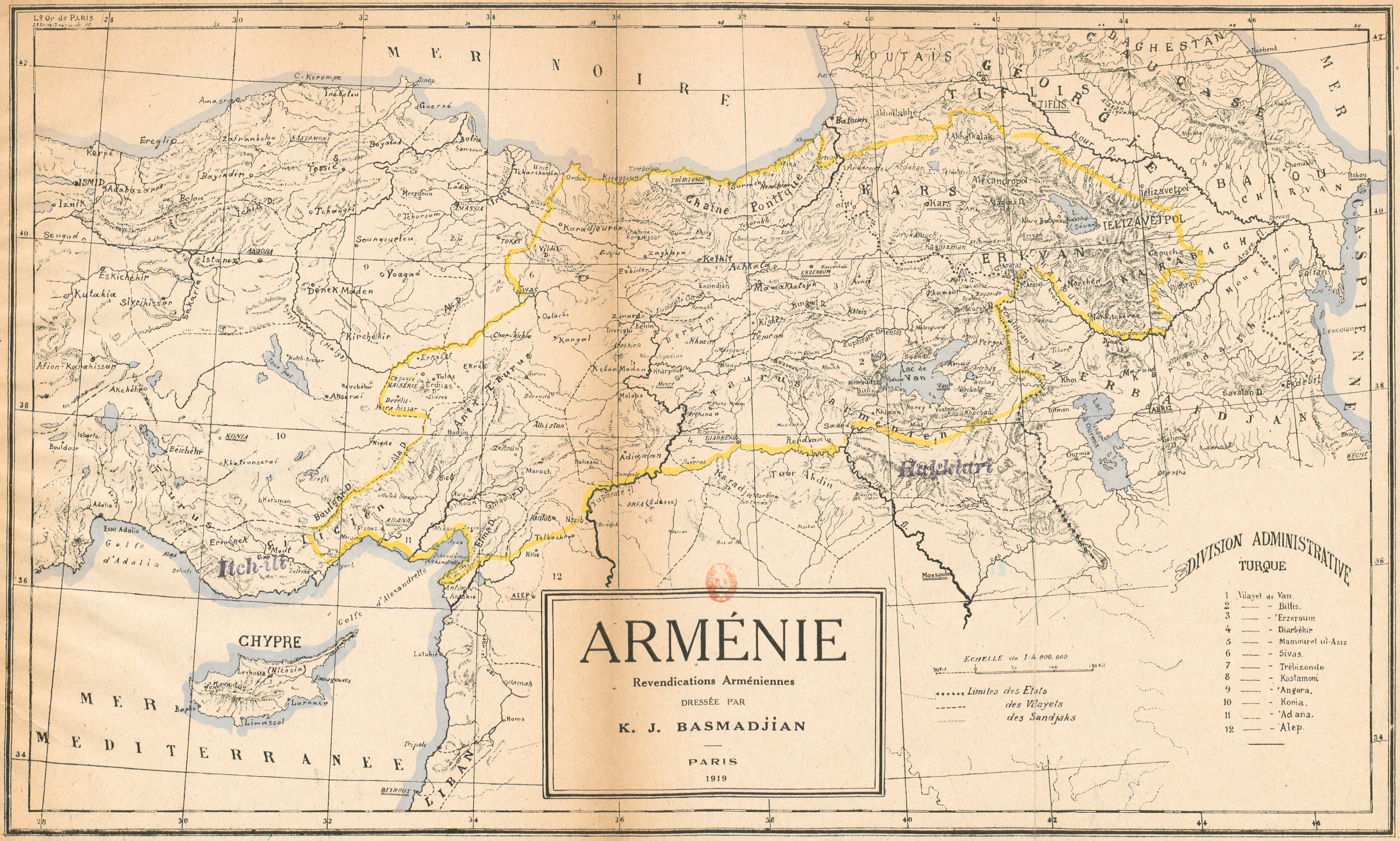
Территория республики Армения, представленная на парижской мирной конференции в 1919 году

Начиная с XI века на территории исторической Армении происходит многовековой процесс вытеснения коренного армянского населения пришлыми тюркскими и курдскими племенами. Последние остатки армянской государственности были уничтожены в середине XVI века, и Западная Армения, согласно Амасийскому договору от 1555 года, была окончательно включена в состав Османской империи. С этого периода начинаются первые попытки властей Османской империи заставить население колонизированной ими Армении перейти из христианства в ислам Насильственная исламизация армянского населения совершалась на протяжении 400 лет, вплоть до первых лет образования Турецкой республики в 1923 году. При этом армяне, по разным причинам обращенные в ислам, отвергались остальной частью армянского народа и оказывались полностью под влиянием мусульманского (турецкого и курдского) населения, что приводило к постепенному их переходу на турецкий и курдский языки, при этом с сохранением отдельных слов и фраз на армянском. Хотя процесс исламизации и отуречивания армян и носил постоянный характер на протяжении всего периода существования Османской империи, но массовые акты насильственной исламизации происходили прежде всего в три этапа: XVI—XVII вв, 1894-96 гг., и 1915-23 гг. Последние два акта массовой исламизации происходили на фоне геноцида армян, как правило это были молодые армянские девушки, насильно уведенные в мусульманские гаремы и дети, оставшиеся сиротами, которых усыновили мусульманские семьи и воспитали в исламских традициях.

## Группы криптоармян
Крипотармяне включают в себя следующие группы:
- армяне, которые во время геноцида армян приняли ислам только для вида[15][16]
- армянские дети, которые были усыновлены во времена геноцида[15]
- армяне, которые нашли убежище у мусульман или других людей[17]
- армяне-ремесленники и специалисты редких профессий, принявшие ислам с ведома властей[18]

## Изъятие армянских детей
С первых времён установления османского контроля над территориями Западной Армении и на протяжении более 300 лет в армянских провинциях турецкие власти применяли систему девширме, которая сводилась к тому, что из числа армянских крестьян брался в среднем каждый пятый неполовозрелый мальчик (от 8 до 16 лет, однако случалось, что брали и 6-летних, и, намного реже, юношей до 20 лет). В присутствии старосты, священника и кади его имя и происхождение записывалось в реестр, после чего мальчику делали обрезание, обращали в ислам и увозили в Константинополь, или другие города за пределами Западной Армении, где он воспитывался до достижения половой зрелости. Самые способные получали образование в эндеруне (дворцовой школе) или в доме одного из пашей и поступали впоследствии на правительственную службу в качестве чиновника. Остальных отправляли в деревню «к турку», где они учились говорить по-турецки.При этом им запрещалось впредь говорить на армянском языке . Затем такие юноши поступали на службу во дворец. Некоторые работали матросами или строителями. Большинство же становилось янычарами и выполняло разные функции, от службы в регулярной пехоте до личной охраны султана или патриарха. Подобным образом стал известен миру один из величайших османских архитекторов и инженеров — Мимар Синан. Зачастую, обращенных в ислам и отуреченных армянских детей, затем отправляли обратно в армянские вилайеты, с целью контроля над ними. Избирали, как правило, самых крепких, выносливых и красивых детей. Таким образом, помимо прочего, турецкая власть регулировала численность армян в империи, и пополняла популяцию мусульманского и тюркоязычного населения за счет армянского потомства. Современные ДНК исследования турок показывают чрезвычайно высокий процент армянских генетических следов среди внушительной части современного турецкого народа. На протяжении нескольких веков, с 1555 года и до геноцида армян, практически каждая армянская семья, отдала туркам как минимум одного своего сына и, в данном случае, речь может идти о многих миллионах армянских мальчиков.
Далее, начиная с 1890-х годов, и, особенно, в годы геноцида армян, изъятие детей из армянских семей и передача их турецким семьям, начало носить уже не характер подобной формы «налога» (налог живой кровью) а, скорее, попытки таким образом покончить с «Армянским вопросом». По данным турецкого профессора Танера Акчама, работавшего с турецкими архивами, в период с 1894 по 1923 годы, по меньшей мере 600 000 армянских детей были изъяты из армянских семей и переданы мусульманам — туркам и курдам. В частности, при обсуждении Еникейского соглашения от 26 января (8 февраля) 1914 года, обсуждался вопрос возвращения обращенных в ислам армянских детей обратно их семьям. Однако, данный план так и не был реализован. Согласно данным Т. Акчама, армянские дети, изъятые из армянских семей и переданные мусульманским семьям только в период в 1878—1923 годах, на момент образования Турецкой республики в 1923 году, составляли около 5 % населения всей Турции. Их потомки живут в современной Турции, представляя огромный пласт населения по всей Анатолии, с наибольшей концентрацией в восточных провинциях страны. Согласно исследованиям турецкого журнала «Акос», «несколько миллионов» из них до сих пор сохранили армянское этническое самосознание

## Вопрос о численности и локализации
В интервью турецкому журналу «Барем», турецкий профессор сообщает:
Говоря о численности криптоармян в Турции, необходимо обратить внимание и на факты усыновления. Из детей, оставленных соседям или близким людям по желанию самих ссыльных, или же детей, каким-то образом отлученных от их семьи на этапах ссылки и взятых на попечение ответственными лицами или добросердечными людьми при их посредничестве, сформировалась большая группа усыновленных детей, из которых в дальнейшем мало кто сочетался браком с соотечественниками. Большинство создали семьи с турками или курдами, и население, сформированное таким образом, полагаю, ныне составляет примерно 200.000 человек. Однако, так как сегодня в Турции для некоторой части общества понятие «турок» стало не столь значимым, то некоторые из них, по сути, находятся в поисках своей идентичности. Например, в настоящее время отмечено, что среди людей, у которых только мать является армянкой, осознание армянской идентичности приоритетно. Кроме того, я полагаю, что численность тех, кто принял ислам искренне или чтобы спастись от ссылки, составляет примерно 400.000 человек. Криптоармяне составляют 40 % от их числа и 200.000 усыновленных. 
Согласно Лепсиусу, в 1915 году, ислам было насильно обращено от 250 000 до 300 000 армян, что вызвало протесты некоторых мусульманских лидеров империи. Так, муфтий Кютахьи объявил противоречащим исламу насильственное обращение армян. Обращение в ислам не имело религиозного смысла для лидеров младотурок, которые были неверующими, однако оно преследовало политические цели разрушения армянской идентичности и уменьшения количества армян, чтобы подорвать основу для требований автономии или независимости со стороны армян.
О численности криптоармян в области Адыяман высказывался журналист газеты «Акос» Баграт Эсдугян:
«Кто знал десять лет назад об около двадцати тысячах армянах Адыямана? Два года назад наша община познакомилась с этой провинцией, поскольку оттуда в наши национальные гимназии приходят учиться несколько десятков учеников. Неужели наша страна — место, где есть много криптоармян или людей, потерявших связь со своими корнями?»

## Криптоармяне Дерсима
По словам учредителя союза вероисповедания и взаимопомощи армян Дерсима Миграна Гюльтекина, в Дерсиме 75 % сел населены криптоармянами, в частности во время своего выступления в Ереване, он заявил:
У всех семей, проживающих в Дерсиме, армянские корни, это столетняя история, и основная причина того, что дерсимцы скрывают своё армянское происхождение — страх. 75 % общин Дерсима населены армянами. При общении tet-a-tet они все признаются, что у них армянские корни, но боятся обратиться в суд для восстановления своих исконных армянских имен.
Говоря о своей семье, лидер дерсимских криптоармян М.Гюльтекин на пресс-конференции в Ереване отметил:
она всем известна как армянская семья, но именно из-за этого на них косо смотрят соседи. В моей семье постоянно обсуждался вопрос возвращения к корням. Вначале я, ознакомившись с архивами, обратился в суд с просьбой сменить имя. После этого основал Союз вероисповедания и взаимопомощи армян Дерсима. Когда я основал Союз, в моих планах уже было посетить Ереван, познакомиться с городом, с местными организациями. И вот я здесь. Я впервые в Армении. Это был очень неожиданный визит, но за ним последуют другие. Я очень рад, что я здесь

## Известные криптоармяне
- Араз Озбилиз — футболист сборной Армении
- Джан Арат — турецкий профессиональный футболист
- Ракель Ягбасан — вдова журналиста Гранта Динка
- Яшар Курт — турецкий рок-музыкант